# Lei da liberdade econômica

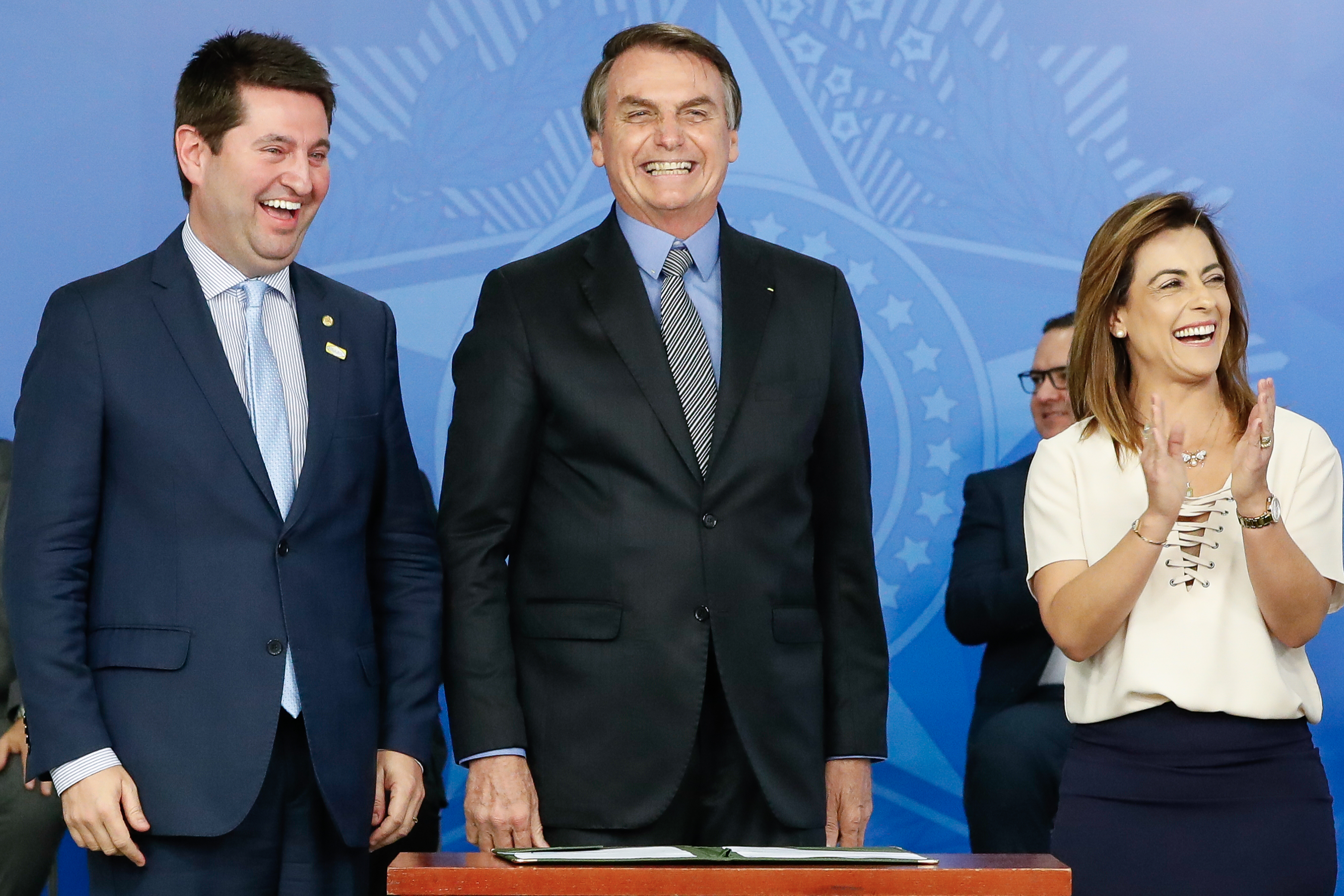
O presidente Jair Messias Bolsonaro sanciona em 2019 a MP da Liberdade Econômica. Também na foto o deputado Jerônimo Goergen e a senadora Soraya Thronicke.

A Lei da Liberdade Econômica (Lei 13.874/2019) é uma lei federal brasileira cujo objetivo principal é reduzir a burocracia nas atividades econômicas. Decretada pelo Congresso Nacional e sancionada pelo presidente Jair Bolsonaro, a lei entrou em vigor no dia 20 de setembro de 2019. A desburocratização é um tema defendido por Jair Bolsonaro e Paulo Guedes desde a campanha à presidência da República.
Em abril de 2019, Bolsonaro assinou a medida provisória com as mudanças legais. O Congresso Nacional teve 120 dias para aprovar o texto. O Legislativo concluiu a aprovação da MP 881 em 22 de agosto e o texto foi à sanção. O governo espera que as mudanças facilitem e deem mais segurança jurídica aos negócios e estimulem a criação de empregos. Pelas contas da equipe econômica, a medida pode gerar, no prazo de dez anos, 3,7 milhões de empregos e mais de 7% de crescimento da economia.

## Principais aspectos
Liberação de atividade econômica
A lei libera os horários de funcionamento dos estabelecimentos, inclusive em feriados, “sem que para isso esteja sujeita a cobranças ou encargos adicionais”, tendo apenas algumas restrições, como normas de proteção ao meio ambiente (repressão à poluição sonora, inclusive), regulamento condominial e legislação trabalhista.
Carteira de trabalho eletrônica
- as carteiras de trabalho serão emitidas pelo Ministério da Economia "preferencialmente em meio eletrônico" - a impressão em papel será exceção. O documento terá como identificação única do empregado o número do CPF;[7]
- os empregadores terão cinco dias úteis, a partir da admissão do trabalhador, para fazer as anotações. O trabalhador deverá ter acesso às informações em até 48 horas, contadas a partir da inscrição das informações.[8]

Registro de ponto
- registros de entrada e de saída no trabalho serão obrigatórios somente em empresas com mais de 20 funcionários. Atualmente, a anotação é obrigatória para empresas com mais de 10 trabalhadores. Pelo texto aprovado, o registro deve ser feito também quando o trabalho for realizado fora do estabelecimento;
- fica permitido o uso do registro de ponto por exceção à jornada regular de trabalho, mediante acordo individual escrito, convenção coletiva ou acordo coletivo de trabalho.

Fim de alvará para atividades de baixo risco
A lei dispensa o alvará para quem exerce atividade de baixo risco (costureiras e sapateiros, por exemplo). A definição das atividades de baixo risco será estabelecida em um ato do Poder Executivo, caso não haja regras estaduais, distritais ou municipais sobre o tema.
Substituição do e-Social
O Sistema de Escrituração Digital de Obrigações Fiscais, Previdenciárias e Trabalhistas, que unifica o envio de dados sobre trabalhadores, será substituído por um sistema de informações digitais de obrigações previdenciárias e trabalhistas. A nova plataforma ainda não tem data de lançamento.
Abuso regulatório
A lei cria a figura do "abuso regulatório", infração cometida pela administração pública quando editar norma que "afete ou possa afetar a exploração da atividade econômica". O texto estabelece as situações que poderão ser enquadradas como "abuso regulatório" e determina que normas ou atos administrativos como os descritos abaixo estarão inválidos:
- criar reservas de mercado para favorecer um grupo econômico em prejuízo de concorrentes;
- redigir normas que impeçam a entrada de novos competidores nacionais ou estrangeiros no mercado;
- exigir especificação técnica desnecessária para o objetivo da atividade econômica;
- criar demanda artificial ou compulsória de produto, serviço ou atividade profissional, "inclusive de uso de cartórios, registros ou cadastros";
- colocar limites à livre formação de sociedades empresariais ou atividades econômicas não proibidas em lei federal.

Desconsideração da personalidade jurídica

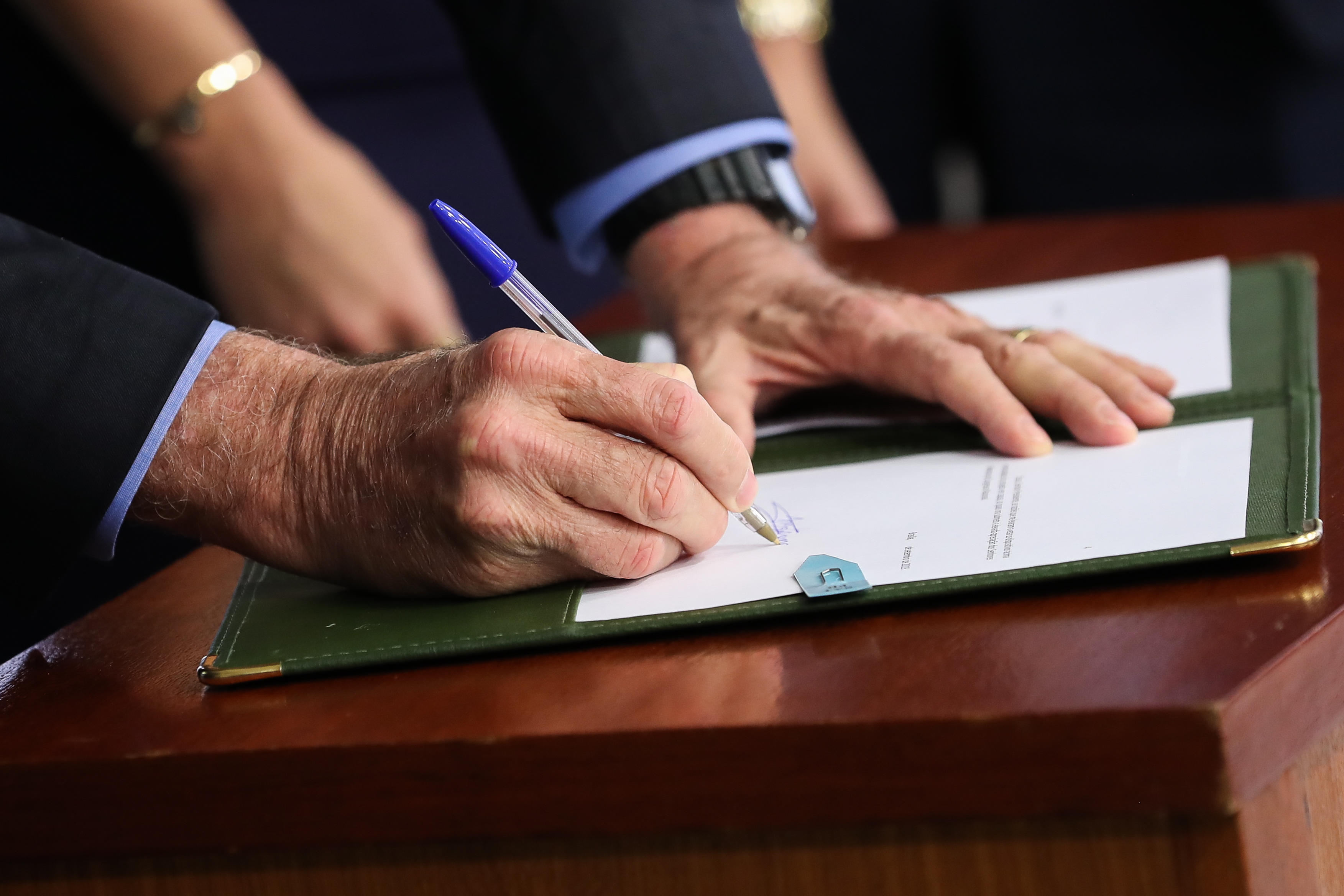
O Presidente Jair Bolsonaro sanciona em 2019 a Lei da Liberdade Econômica.

A desconsideração da personalidade jurídica é um mecanismo estabelecido no Código Civil de 2002 que permite que sócios e proprietários de um negócio sejam responsabilizados pelas dívidas da empresa. A desconsideração é aplicada em processo judicial, por um juiz, a pedido de um credor ou do Ministério Público. O texto sancionado altera as regras para a desconsideração da personalidade jurídica, detalhando o que é desvio de finalidade e confusão patrimonial.
Negócios jurídicos
O texto muda o trecho do Código Civil que trata dos negócios jurídicos — acordos celebrados entre partes, com um objetivo determinado, com consequências jurídicas. Foi incluído um dispositivo no Código Civil que prevê que as partes de um negócio poderão pactuar regras de interpretação das regras oficializadas no acordo, mesmo que diferentes das previstas em lei.
Documentos públicos digitais
A MP sancionada alterou a lei sobre a digitalização de documentos, autorizando a digitalização a alcançar também documentos públicos. Agora, os documentos digitais terão o mesmo valor probatório do documento original.
Registros públicos em meio eletrônico
A lei prevê que registros públicos, realizados em cartório, podem ser escriturados, publicados e conservados em meio eletrônico. Entre os registros que podem atender às novas regras estão o registro civil de pessoas naturais, o de constituição de pessoas jurídicas; e o registro de imóveis.
Comitê para súmulas tributárias
A lei cria um comitê formado por integrantes do Conselho Administrativo de Recursos Fiscais, da Receita Federal, do Ministério da Economia e da Procuradoria-Geral da Fazenda Nacional. O grupo poderá editar súmulas da Administração Tributária Federal, que passarão a vincular os atos normativos praticados pelas entidades.
Fundos de investimento
Foram criadas uma série de regras para os fundos de investimento, definidos como "comunhão de recursos" destinados à aplicação em ativos financeiros e bens. A lei estabelece as regras de registro do fundos na Comissão de Valores Mobiliários, as informações que deverão constar nos regulamentos dos fundos e as regras para solicitar a insolvência.
Fim do Fundo Soberano
O texto extingue o Fundo Soberano, vinculado ao Ministério da Economia.